# 渥太華縣 (堪薩斯州)
渥太華縣（英語：Ottawa County，縮寫OT）是美国堪薩斯州中部偏東的一個縣。根據2020年美國人口普查显示，该县人口为5,735人。该县的县治及最大城市皆为明尼阿波利斯。